# 코이에 BK
코이에 BK(덴마크어: Køge BK)는 코이에를 연고로 하는 덴마크의 축구 클럽이다. 현재는 덴마크의 2부 축구 리그인 덴마크 퍼스트 디비전에 참가하고 있다.

## 성적
- 덴마크 수페르리가 2회 우승 (1954, 1975)